# Kwantowy oscylator harmoniczny
Kwantowy oscylator harmoniczny – układ fizyczny rozmiarów atomowych lub subatomowych (np. jon w sieci krystalicznej lub w cząsteczka gazu) wykonujący ruch drgający (oscylacyjny) pod wpływem siły proporcjonalnej do wychylenia od położenia równowagi. Właściwy opis ruchu wymaga zastosowania mechaniki kwantowej, co sprowadza się do znalezienia rozwiązań równania Schrödingera. Dowodem eksperymentalnym konieczności zastosowania mechaniki kwantowej do opisu właściwości mikroskopowych układów drgających jest np. nieciągłe widmo promieniowania emitowane przez drgające cząsteczki. Makroskopowym odpowiednikiem oscylatora kwantowego jest klasyczny oscylator harmoniczny, którym jest ciało makroskopowe o stosunkowo dużej masie, zawieszone np. na sprężynie i wykonujące drgania; do opisu jego ruchu wystarczająca jest mechanika klasyczna. Pojęcie oscylatora ma duże zastosowanie i znaczenie w wielu działach fizyki klasycznej i kwantowej.

## Znaczenie oscylatora harmonicznego
Teoria oscylatora harmonicznego ma w fizyce doniosłe znaczenie. Jest tak dlatego, że wiele różnych układów fizycznych jest opisywanych równaniami o postaci identycznej z postacią pojedynczego oscylatora lub zespołu oscylatorów harmonicznych, które są słabo ze sobą sprzężone (czyli słabo ze sobą oddziałują). W pierwszym przybliżeniu zaniedbuje się oddziaływanie – wtedy układ jest matematycznie równoważny prostemu do opisu układowi niezależnie drgających oscylatorów harmonicznych, np. wszystkie cząstki wieloatomowe wykonują drgania, które z dobrym przybliżeniem można opisywać w ramach teorii oscylatorów harmonicznych.
Początki fizyki kwantowej wiążą się z pojęciem oscylatora kwantowego. Mianowicie Max Planck, próbując wyjaśnić zjawisko promieniowania termicznego ciał (tzw. zjawisko promieniowania ciała doskonale czarnego), przyjął, że cząstki materii emitujące i absorbujące promieniowanie zachowują się jak oscylatory. Planck założył, że energia oscylatora nie może być dowolna, lecz jest skwantowana, to znaczy może przyjmować tylko ściśle określone wartości. Założenie to nie posiadało wtedy żadnego uzasadnienia w znanych teoriach fizycznych.
Ważnym osiągnięciem było opisanie pola elektromagnetycznego jako pola kwantowego (tzw. drugie kwantowanie). W początkach rozwoju teorii kwantowej pole elektromagnetyczne traktowano jako pole klasyczne, będące źródłem potencjału {\displaystyle \phi ({\boldsymbol {r}},t)} oddziałującego na cząstki naładowane, wstawianym np. do równania Schrödingera (nierelatywistycznego), a nawet do relatywistycznego równania Diraca. Jednak dokładny opis pól kwantowych wymaga potraktowania ich jako układów kwantowych, gdzie równania pola są analogiczne do równań oscylatorów kwantowych. Ze względu na to, że pola kwantowe mają charakter bozonowy lub fermionowy, odpowiadające im oscylatory określa się jako oscylatory bozonowe i fermionowe (patrz niżej).

## Klasyczny oscylator harmoniczny
Klasyczny oscylator harmoniczny – to ciało o masie {\displaystyle m,} na które działa siła proporcjonalna do wychylenia {\displaystyle x} ciała od stanu równowagi i mająca przeciwny zwrot
{\displaystyle F=-kx,}
gdzie {\displaystyle k} jest stałą wielkością (tzw. stałą sprężystości). Przykładem oscylatora harmonicznego jest ciało na sprężynie, wykonujące niewielkie drgania od położenia równowagi, co zapewnia słuszność założenia o proporcjonalności siły do wychylenia (dla dużych wychyleń założenie to nie byłoby słuszne). Układ drgający ma energię potencjalną:
{\displaystyle U(x)={\frac {1}{2}}kx^{2}={\frac {1}{2}}m\omega ^{2}x^{2},}
która jest tym większa, im większe jest rozciągnięcie sprężyny ({\displaystyle \omega ={\sqrt {k/m}}} jest częstością kołową ruchu drgającego). Energia całkowita układu jest sumą energii kinetycznej i potencjalnej
{\displaystyle E={\frac {p^{2}}{2m}}+U(x),}
gdzie {\displaystyle p=mv} oznacza pęd ciała drgającego, zajmujące położenie {\displaystyle x.} Całkowita energia układu drgającego harmonicznie nie ulega zmianie w czasie, mimo że energia potencjalna zamienia się cyklicznie w energię kinetyczną i odwrotnie, kinetyczna przechodzi w potencjalną.

## Kwantowy oscylator harmoniczny – przypadek stałej energii drgań

Porównanie ruchu oscylatora harmonicznego klasycznego i kwantowego. (A–B) Oscylator klasyczny – to cząstka masywna (reprezentowana przez kulkę na sprężynie), której ruch można dobrze opisać za pomocą równań Newtona. (C–H) Oscylator kwantowy – to cząstka mikroskopowa, której ruch można poprawnie opisać jedynie za pomocą równania Schrödingera. Na rys. C–H pokazano niektóre w wielu możliwych funkcji falowych stanowiących rozwiązania równania Schrödingera. Na osi pionowej odłożono część rzeczywistą (kolor niebieski) oraz część urojoną (kolor czerwony) funkcji falowej, uzależnione od położenia cząstki odłożonego na osi poziomej. Rys. C,D,E,F, ale nie G,H przedstawiają stany stacjonarne (o stałej energii). H przedstawia stan koherentny – stan kwantowy, który przybliża ruch oscylatora klasycznego.

W mechanice kwantowej do opisu ruchu układów fizycznych stosuje się zamiast równania Newtona równanie Schrödingera. Konkretna jego postać zależy od opisywanej sytuacji fizycznej. Jedną z metod znalezienia postaci równania Schrödingera jest tzw. metoda kwantowania, polegająca na zamianie w równaniach ruchu mechaniki klasycznej wektora pędu ciała {\displaystyle p} na operator pędu {\displaystyle {\hat {p}}.} Współrzędne położenia ciała, np. {\displaystyle x,} pozostawia się przy tym bez zmian (formalnie każdej współrzędnej nadaje się nazwę operatora położenia). Słuszność tej metody uzasadnia fakt, że otrzymane za jej pomocą równania dają przewidywania zgodne z wynikami eksperymentów. W przypadku ruchu jednowymiarowego operator pędu ma tylko jedną składową i ma postać:
{\displaystyle {\hat {p}}=-\mathrm {i} \hbar {\frac {\mathrm {d} }{\mathrm {d} x}}.}
Ponieważ poszukiwany jest opis stanu układu w zależności od współrzędnych {\displaystyle x,} dlatego trzeba znaleźć jawną postać równania Schrödingera w reprezentacji położeniowej, przy czym dla uproszczenia założymy, że energia układu jest niezmienna. (Podobnie zakłada się, rozwiązując zagadnienie poziomów energetycznych atomu wodoru). Jest to uzasadnione, jeżeli układ drgający pozostaje dłuższy czas w izolacji od otoczenia. Dlatego stosuje się równanie Schrödingera niezależne od czasu:
{\displaystyle {\hat {H}}\psi (x)=E\ \psi (x).}
gdzie {\displaystyle E} – energia układu, {\displaystyle \psi (x)} – składnik funkcji falowej niezależny od czasu, opisujący stan układu, {\displaystyle {\hat {H}}} – operator Hamiltona. Postać operatora {\displaystyle {\hat {H}}} otrzymuje się, zastępując w wyrażeniu na energię całkowitą {\displaystyle E} oscylatora klasycznego (patrz wyżej), pęd {\displaystyle p} operatorem pędu {\displaystyle {\hat {p}}{:}}
{\displaystyle {\hat {H}}={\frac {{\hat {p}}^{2}}{2m}}+{\frac {1}{2}}m\omega ^{2}x^{2}.}
Podstawiając jawną postać operatora wartości pędu, otrzymuje się ostatecznie:
{\displaystyle {\hat {H}}={\frac {-\hbar ^{2}}{2m}}{\frac {\mathrm {d} ^{2}}{\mathrm {d} x^{2}}}+{\frac {1}{2}}m\omega ^{2}x^{2}.}
Równanie Schrödingera bez czasu przyjmuje więc postać:
{\displaystyle {\frac {-\hbar ^{2}}{2m}}{\frac {d^{2}}{dx^{2}}}\psi (x)+{\frac {1}{2}}m\omega ^{2}x^{2}\psi (x)=E\psi (x).}
Rozwiązanie tego równania daje zbiór możliwych stanów stacjonarnych
{\displaystyle \psi _{n}(x)={\frac {1}{\sqrt {2^{n}\,n!}}}\left({\frac {m\omega }{\pi \hbar }}\right)^{1/4}\mathrm {e} ^{-{\frac {m\omega x^{2}}{2\hbar }}}H_{n}\left({\sqrt {\frac {m\omega }{\hbar }}}x\right),\quad n=0,1,2,\dots }
gdzie:
{\displaystyle H_{n}(x)=(-1)^{n}\mathrm {e} ^{x^{2}}{\frac {\mathrm {d} ^{n}}{\mathrm {d} x^{n}}}\mathrm {e} ^{-x^{2}}}

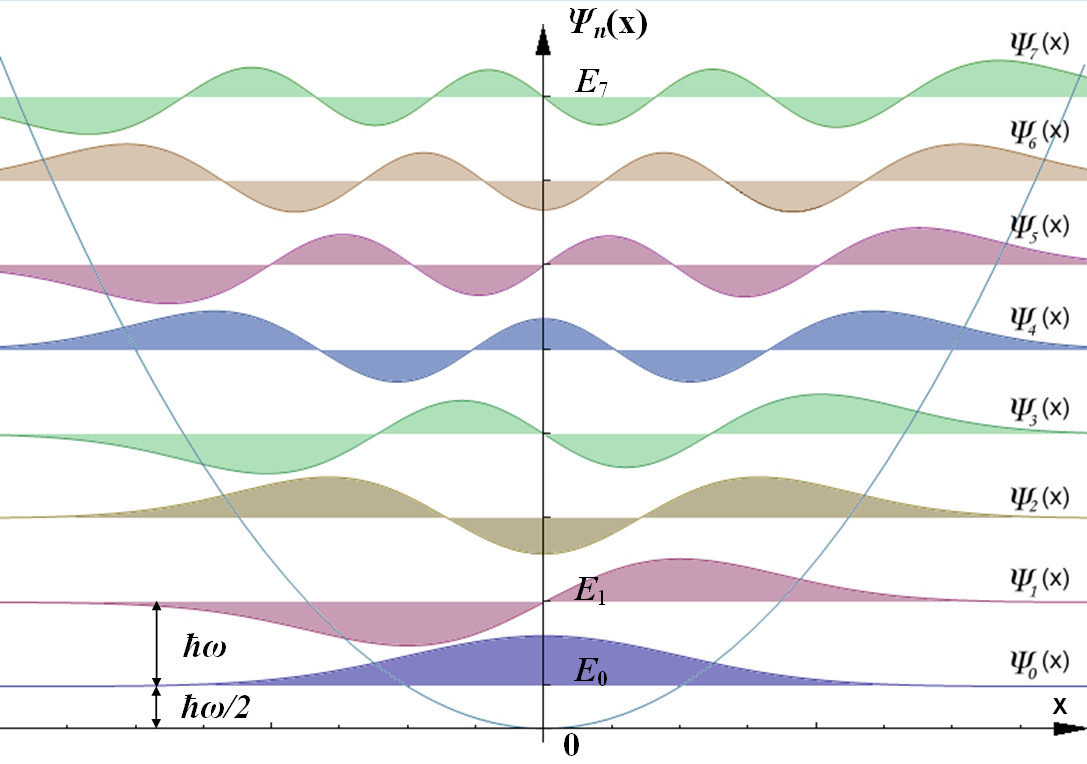
Energia potencjalna oscylatora (niebieska parabola) i kilka pierwszych stanów własnych w zależności od wychylenia Wykresy umieszczono na wysokościach odpowiadających energiom tych stanów. Zaznaczono skok wartości energii Energia stanu podstawowego jest większa od zera. Widać też, że amplituda ruchu wzrasta z energią.

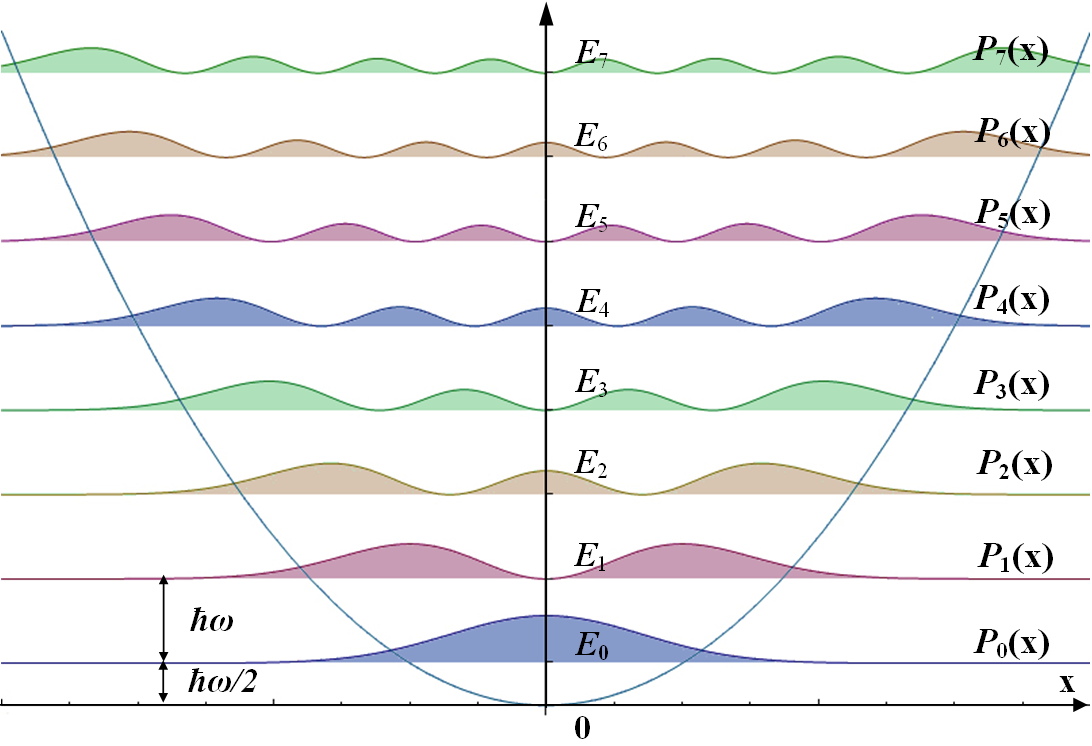
Gęstości prawdopodobieństwa odpowiadające funkcjom falowym Z wykresów widać, że szansa znalezienia oscylatora w pobliżu maksymalnego wychylenia od położenia równowagi jest największa. Odpowiada to sytuacji oscylatora klasycznego, który w punktach amplitudy przebywa najdłużej. U dołu – gęstość prawdopodobieństwa dla stanu podstawowego: widać, że w tym stanie oscylator najczęściej znajduje się w położeniu równowagi. Zaznaczono wartości energii odpowiadające rozkładom

oznaczają wielomiany Hermite’a, gdzie np.
{\displaystyle {\begin{aligned}H_{0}(x)&=1,\\H_{1}(x)&=2x,\\H_{2}(x)&=(2x)^{2}-2=4x^{2}-2,\\H_{3}(x)&=(2x)^{3}-6(2x)=8x^{3}-12x,\\H_{4}(x)&=(2x)^{4}-12(2x)^{2}+12=16x^{4}-48x^{2}+12,\\\ldots \end{aligned}}}
Postać funkcji falowych {\displaystyle \psi _{0}(x),\dots \psi _{7}(x)} pokazuje rysunek obok.
Stanom {\displaystyle \psi _{n}(x)} odpowiadają energie oscylatora:
{\displaystyle E_{n}=\hbar \omega \left(n+{\frac {1}{2}}\right),\quad n=0,1,2\ldots }
Układ kwantowy drgający harmonicznie przyjmuje tylko wyróżnione wartości energii, czym różni się od układu klasycznego (makroskopowego) – ten ostatni może drgać, mając dowolną wartość energii. Ponieważ drgające układy mikroskopowe faktycznie przyjmują dyskretne poziomy energii, widoczne się staje, że teoria Schrödingera dostarcza właściwego ich opisu.
Różnica między kolejnymi poziomami energii jest stała i wynosi {\displaystyle \hbar \omega .} Animacja u góry pokazuje, że poziomy rzeczywistej cząsteczki HCl dla większych energii {\displaystyle E_{n}} stopniowo zagęszczają się. Dla większych energii wzrasta amplituda i drgania przestają być harmoniczne, co było zakładane wcześniej. Opis takiego ruchu wymagałby dodania do hamiltonianu dodatkowego wyrazu, odpowiadającego za nieharmoniczny składnik siły. Drugie spostrzeżenie: najmniejsza energia drgań nie jest zerowa, gdyż {\displaystyle E_{0}=1/2\hbar \omega .} Jest to tzw. energia drgań zerowych, która nie jest znana fizyce klasycznej. Istnienie tej energii oznacza, że układ kwantowy nigdy nie może być w absolutnym spoczynku.

## Fundamentalne relacje komutacyjne
Można pokazać, że powyżej zdefiniowane operatory położenia i pędu spełniają fundamentalną relację komutacyjną
{\displaystyle [{\hat {x}},{\hat {p}}]=\mathrm {i} \hbar }
gdzie {\displaystyle [{\hat {x}},{\hat {p}}]={\hat {x}}{\hat {p}}-{\hat {p}}{\hat {x}}} – tzw. komutator operatorów, {\displaystyle {\hat {x}}\equiv x} – operator położenia.
Powyższa relacja komutacyjna oraz analogiczne reguły dla operatorów położenia i pędu w kierunkach y oraz z stanowią fundamentalne warunki, na których zbudowana jest mechanika kwantowa. Relacje te zostały najpierw odkryte przez Heisenberga w 1925 r. i stanowią podstawę sformułowania mechaniki kwantowej w wersji zwanej mechaniką macierzową. Schrödinger niezależnie doszedł do własnego sformułowania mechaniki kwantowej w 1926 r., przyjmując powyżej zdefiniowane operatory położenia i pędu, które dają identyczny warunek komutacyjny. Później pokazano, iż sformułowania Heisenberga i Schrödingera są równoważne.

## Bozonowyoscylator harmoniczny
Rozwiązanie równania Schrödingera oscylatora metodą bezpośrednią jest bardzo złożone. Powyżej został podany jedynie wynik. Jednak można uprościć poszukiwanie rozwiązania, stosując tzw. metodę algebraiczną. Metoda ta polega na zastąpieniu operatorów {\displaystyle x,{\hat {p}}} operatorami anihilacji {\displaystyle {\hat {a}}} oraz kreacji {\displaystyle {\hat {a}}^{\dagger }.}

### Operatory kreacji i anihilacji
Operatory anihilacji i kreacji definiuje się następująco:
{\displaystyle {\hat {a}}={\frac {1}{\sqrt {2}}}\left({\sqrt {\frac {m\omega }{\hbar }}}x+\mathrm {i} {\frac {1}{\sqrt {m\omega \hbar }}}{\hat {p}}\right),}
{\displaystyle {\hat {a}}^{\dagger }={\frac {1}{\sqrt {2}}}\left({\sqrt {\frac {m\omega }{\hbar }}}x-\mathrm {i} {\frac {1}{\sqrt {m\omega \hbar }}}{\hat {p}}\right).}
Operatory położenia {\displaystyle x} i pędu {\displaystyle {\hat {p}}} wyrażone przez te operatory mają postać:
{\displaystyle x={\sqrt {\frac {\hbar }{2m\omega }}}({\hat {a}}+{\hat {a}}^{\dagger }),}
{\displaystyle {\hat {p}}=\mathrm {i} {\sqrt {\frac {m\omega \hbar }{2}}}({\hat {a}}^{\dagger }-{\hat {a}}).}
Użyteczność metody algebraicznej bierze się stąd, że operatory {\displaystyle {\hat {a}}} oraz {\displaystyle {\hat {a}}^{\dagger }} dają proste reguły komutacjne:
{\displaystyle [{\hat {a}},{\hat {a}}^{\dagger }]=1,}
{\displaystyle [{\hat {N}},{\hat {a}}]=-{\hat {a}},}
{\displaystyle [{\hat {N}},{\hat {a}}^{\dagger }]={\hat {a}}^{\dagger },}
gdzie {\displaystyle {\hat {N}}={\hat {a}}^{\dagger }{\hat {a}}} to tzw. operator liczby cząstek, przy czym przez komutator dowolnych operatorów {\displaystyle {\hat {A}},{\hat {B}}} rozumie się wyrażenie {\displaystyle [{\hat {A}},{\hat {B}}]={\hat {A}}{\hat {B}}-{\hat {B}}{\hat {A}}.}
Dzięki temu złożone przekształcenia zostają zastąpione prostszymi manipulacjami na symbolach. (Powyższe reguły komutacyjne są konsekwencją powyżej podanej fundamentalnej reguły komutayjnej pomiędzy operatorami położenia i pędu).
Operator Hamiltona wyrażony przez te operatory przyjmuje postać:
{\displaystyle {\hat {H}}={\frac {1}{2}}\hbar \omega ({\hat {a}}^{\dagger }{\hat {a}}+{\hat {a}}{\hat {a}}^{\dagger })=\hbar \omega \left({\hat {a}}^{\dagger }{\hat {a}}+{\frac {1}{2}}\right),}
przy czym ostatni wzór uzyskuje się, wykorzystując własność {\displaystyle [{\hat {a}},{\hat {a}}^{\dagger }]=1.} Niech {\displaystyle |n\rangle \equiv \psi _{n}} (w zapisie Diraca) oznacza stan własny oscylatora o energii {\displaystyle E_{n}.} Ponieważ szukane są stany stacjonarne oscylatora, to należy rozwiązać równanie Schrödingera bez czasu:
{\displaystyle {\hat {H}}|n\rangle =\hbar \omega \left({\hat {a}}^{\dagger }{\hat {a}}+{\frac {1}{2}}\right)|n\rangle =E_{n}|n\rangle .}
Aby to zrobić, zostanie najpierw pokazane, jak operatory kreacji i anihilacji działają na stany oscylatora.

### Działanie operatorów kreacji i anihilacji na stany własne oscylatora
Mnożąc powyższe równanie z lewej strony przez {\displaystyle {\hat {a}}^{\dagger },} otrzymuje się:
{\displaystyle \hbar \omega \left({\hat {a}}^{\dagger }{\hat {a}}^{\dagger }{\hat {a}}+{\frac {1}{2}}{\hat {a}}^{\dagger }\right)|n\rangle =E_{n}{\hat {a}}^{\dagger }|n\rangle .}
Korzystając z komutatora {\displaystyle [{\hat {a}},{\hat {a}}^{\dagger }]=1,} dostaniemy:
{\displaystyle \hbar \omega \left(({\hat {a}}^{\dagger }{\hat {a}}{\hat {a}}^{\dagger }-{\hat {a}}^{\dagger })+{\frac {1}{2}}{\hat {a}}^{\dagger }\right)|n\rangle =E_{n}{\hat {a}}^{\dagger }|n\rangle }
i stąd:
{\displaystyle \hbar \omega \left({\hat {a}}^{\dagger }{\hat {a}}+{\frac {1}{2}}\right)({\hat {a}}^{\dagger }|n\rangle )=(E_{n}+\hbar \omega )({\hat {a}}^{\dagger }|n\rangle ),}
czyli
{\displaystyle {\hat {H}}\,({\hat {a}}^{\dagger }|n\rangle )=(E_{n}+\hbar \omega )({\hat {a}}^{\dagger }|n\rangle ).}
Wynika stąd, że stany {\displaystyle ({\hat {a}}^{\dagger }|n\rangle )} są stanami własnymi operatora Hamiltona, którym odpowiadają wartości własne {\displaystyle (E_{n}+\hbar \omega ).} Inaczej patrząc na ten wynik, można powiedzieć, że operator {\displaystyle {\hat {a}}^{\dagger },} działając na dowolny stan {\displaystyle |n\rangle ,} tworzy stan o energii powiększonej o kwant {\displaystyle \hbar \omega } względem energii {\displaystyle E_{n}} stanu, na który działa. Stąd nazwa tego operatora – operator kreacji.
Podobnie, mnożąc równanie Schrödingera przez operator anihilacji {\displaystyle {\hat {a}},} otrzymamy
{\displaystyle {\hat {H}}\,({\hat {a}}|n\rangle )=(E_{n}-\hbar \omega )({\hat {a}}|n\rangle ),}
co oznacza, że operator anihilacji {\displaystyle {\hat {a}},} działając na dowolny stan {\displaystyle |n\rangle ,} tworzy stan o energii mniejszej o {\displaystyle \hbar \omega } od energii {\displaystyle E_{n}} stanu, na który działa; stanowi {\displaystyle a|n\rangle } odpowiada bowiem energia {\displaystyle (E_{n}-\hbar \omega ).}
Dokładne obliczenia pokazują, że działanie operatorów kreacji i anihilacji na stany własne jest następujące:
{\displaystyle {\begin{aligned}{\hat {a}}\left|n\right\rangle &={\sqrt {n}}\,\left|n-1\right\rangle ,\\{\hat {a}}^{\dagger }\left|n\right\rangle &={\sqrt {n+1}}\,\left|n+1\right\rangle .\end{aligned}}}

### Stan zerowy oscylatora i energie własne
Aby znaleźć najniższy możliwy stan oscylatora zauważmy, że operator anihilacji, działając wielokrotnie na dany stan wyjściowy, będzie tworzył stany o coraz mniejszej energii. Ponieważ energia oscylacji nie może być mniejsza od zera, więc trzeba przyjąć, że istnieje stan najniższy, {\displaystyle |0\rangle ,} taki że działanie operatorem anihilacji na ten stan daje zero:
{\displaystyle {\hat {a}}|0\rangle =0,}
przy czym jeżeli w obliczeniach stan {\displaystyle |0\rangle } zostanie wyzerowany, to działając następnie jakimkolwiek operatorem, otrzyma się nadal zero, czyli:
{\displaystyle {\hat {H}}\,({\hat {a}}|0\rangle )=(E_{0}-\hbar \omega )({\hat {a}}|0\rangle )=0.}
Działając operatorem Hamiltona na stan zerowy, otrzyma się:
{\displaystyle {\hat {H}}|0\rangle =\hbar \omega \left({\hat {a}}^{\dagger }{\hat {a}}+{\frac {1}{2}}\right)|0\rangle =\hbar \omega {\hat {a}}^{\dagger }{\hat {a}}|0\rangle +{\frac {1}{2}}\hbar \omega |0\rangle =\ldots ={\frac {1}{2}}\hbar \omega |0\rangle ,}
co oznacza, że energia stanu zerowego wynosi {\displaystyle E_{0}={\frac {1}{2}}\hbar \omega .}
Ponieważ {\displaystyle E_{n+1}=E_{n}+\hbar \omega ,} to otrzymuje się wartości dowolnych energii własnych:
{\displaystyle E_{n}=\hbar \omega \left(n+{\frac {1}{2}}\right),\quad n=0,1,\dots }
Z powyższego wzoru widać, że oscylator bozonowy może przyjmować dowolną energię. Ilość kwantów energii w danym stanie bozonowym nie jest więc niczym ograniczona.

### Wyrażenie stanów własnych za pomocą operatora kreacji
Stany własne {\displaystyle |n\rangle } można wyrazić za pomocą operatora kreacji {\displaystyle {\hat {a}}^{\dagger }}
{\displaystyle |n\rangle ={\frac {1}{\sqrt {n!}}}({\hat {a}}^{\dagger })^{n}|0\rangle .}
Dowód:
{\displaystyle {\begin{aligned}\langle n|{\hat {a}}{\hat {a}}^{\dagger }|n\rangle &=\langle n|\left([{\hat {a}},{\hat {a}}^{\dagger }]+{\hat {a}}^{\dagger }{\hat {a}}\right)|n\rangle =\langle n|\left({\hat {N}}+1\right)|n\rangle =n+1\\\Rightarrow {\hat {a}}^{\dagger }|n\rangle &={\sqrt {n+1}}|n+1\rangle \\\Rightarrow |n\rangle &={\frac {{\hat {a}}^{\dagger }}{\sqrt {n}}}|n-1\rangle ={\frac {\left({\hat {a}}^{\dagger }\right)^{2}}{\sqrt {n(n-1)}}}|n-2\rangle =\ldots ={\frac {\left({\hat {a}}^{\dagger }\right)^{n}}{\sqrt {n!}}}|0\rangle .\end{aligned}}}

### Funkcja własna stanu zerowego
Postać stanu próżni ma fundamentalne znaczenie, gdyż dopiero znając ten stan, można dokonać obliczeń innych stanów.
Postać stanu {\displaystyle |0\rangle } w reprezentacji położeniowej wyznacza się, przedstawiając operator anihilacji w jawnej postaci, tj. podstawiając {\displaystyle {\hat {p}}=-\mathrm {i} \hbar {\frac {\mathrm {d} }{\mathrm {d} x}}} do wyrażenia na ten operator:
{\displaystyle {\hat {a}}={\frac {1}{\sqrt {2}}}\left({\sqrt {\frac {m\omega }{\hbar }}}x+{\sqrt {\frac {\hbar }{m\omega }}}{\frac {\mathrm {d} }{\mathrm {d} x}}\right).}
Podstawiając stałą pomocniczą {\displaystyle \xi ={\sqrt {\frac {\hbar }{m\omega }}},} operator anihilacji przyjmie postać
{\displaystyle {\hat {a}}={\frac {1}{\sqrt {2}}}\left({\frac {1}{\xi }}x+\xi {\frac {\mathrm {d} }{\mathrm {d} x}}\right).}
Stan {\displaystyle |0\rangle } wyrażony w bazie położeniowej jest pewną funkcją zmiennej {\displaystyle x,} tj. pewną funkcją {\displaystyle \psi _{0}(x)\equiv \langle x|0\rangle ,} ponieważ operator anihilacji, działając na stan {\displaystyle |0\rangle ,} ma go zerować, to musi być spełnione równanie
{\displaystyle {\hat {a}}[\psi _{0}(x)]=0,}
czyli
{\displaystyle {\frac {1}{\sqrt {2}}}\left({\frac {1}{\xi }}x+\xi {\frac {\mathrm {d} }{\mathrm {d} x}}\right)\psi _{0}(x)=0.}
Jest to równanie różniczkowe 1-go stopnia. Po znalezieniu rozwiązania i podstawieniu z powrotem wyrażenie na {\displaystyle \xi ,} otrzymuje się:
{\displaystyle \psi _{0}(x)=C_{0}\exp \left(-{\frac {m\omega }{\hbar }}{\frac {x^{2}}{2}}\right),}
gdzie {\displaystyle C_{0}} – stała normalizacyjna. Funkcja ta jest funkcją wykładniczą, symetrycznie zanikającą w nieskończonościach, mającą maksimum dla {\displaystyle x=0.} Oznacza to, że dla energii drgań zerowych największe jest prawdopodobieństwo znalezienia oscylatora w stanie równowagi (porównaj wykresy gęstości prawdopodobieństw {\displaystyle |\psi _{n}(x)|^{2}} umieszczone w poprzednim rozdziale).

### Funkcje własne stanów wzbudzonych
Za pomocą operatora kreacji {\displaystyle {\hat {a}}^{\dagger }} można teraz obliczyć funkcje falowe stanów wzbudzonych:
{\displaystyle \psi _{1}={\hat {a}}^{\dagger }\psi _{0},}
{\displaystyle \psi _{2}={\frac {1}{\sqrt {2}}}{\hat {a}}^{\dagger }\psi _{1}={\frac {1}{\sqrt {2}}}({\hat {a}}^{\dagger })^{2}\psi _{0},}
{\displaystyle \psi _{n}(x)={\frac {1}{\sqrt {n!}}}({\hat {a}}^{\dagger })^{n}\psi _{0}.}
Do obliczenia stanów wzbudzonych wystarczy znaleźć wynik działania potęgi operatora kreacji na stan zerowy. Operator {\displaystyle {\hat {a}}^{\dagger }} w jawnej postaci uzyskuje się analogicznie jak w przypadku operatora {\displaystyle {\hat {a}}{:}}
{\displaystyle {\hat {a}}^{\dagger }={\frac {1}{\sqrt {2}}}\left({\frac {1}{\xi }}x-\xi {\frac {\mathrm {d} }{\mathrm {d} x}}\right).}
Powyższy operator różniczkowy, działając n-krotnie na funkcję wykładniczą {\displaystyle \psi _{0}=C_{0}\exp \left(-{\frac {m\omega }{\hbar }}{\frac {x^{2}}{2}}\right),} reprodukuje ten sam czynnik wykładniczy, pomnożony przez wielomian {\displaystyle n}-tego rzędu względem {\displaystyle x.}
Ostatecznie otrzymamy:
{\displaystyle \psi _{n}(x)={\frac {1}{\sqrt {n!}}}({\hat {a}}^{\dagger })^{n}\psi _{0}(x)=C_{n}H_{n}\left({\frac {x}{\xi }}\right)\psi _{0}(x),}
gdzie:
{\displaystyle H_{n}(x)=(-1)^{n}\mathrm {e} ^{x^{2}}{\frac {\mathrm {d} ^{n}}{\mathrm {d} x^{n}}}\mathrm {e} ^{-x^{2}}}
są wielomianami Hermite’a, {\displaystyle C_{n}} jest stałą normalizacyjną, {\displaystyle \xi ={\sqrt {\frac {\hbar }{m\omega }}}.}

## Algebra Heisenberga
Powyżej zdefiniowane operatory tworzą grupę operatorów
{\displaystyle {\hat {X}}_{i}=\left\{{\hat {I}},{\hat {a}},{\hat {a}}^{\dagger },{\hat {N}}\right\}.}
Grupa ta rozpina algebrę Heisenberga (która jest jedną z algebr Liego) o następujących komutatorach:
{\displaystyle [{\hat {a}},{\hat {a}}^{\dagger }]=1,}
{\displaystyle [{\hat {a}},{\hat {a}}]=[{\hat {a}}^{\dagger },{\hat {a}}^{\dagger }]=0,}
{\displaystyle [{\hat {N}},{\hat {a}}]=-{\hat {a}},}
{\displaystyle [{\hat {N}},{\hat {a}}^{\dagger }]={\hat {a}}^{\dagger },}
{\displaystyle [{\hat {I}},{\hat {X}}_{i}]=0.}

## Fermionowy oscylator harmoniczny
(1) Przypomnijmy, że bozonowy oscylator harmoniczny opisuje hamiltonian:
{\displaystyle {\hat {H}}={\frac {1}{2}}\hbar \omega ({\hat {a}}^{\dagger }{\hat {a}}+{\hat {a}}{\hat {a}}^{\dagger }).}
(2) Analogicznie definiuje się fermionowy oscylator harmoniczny – opisuje go hamiltonian:
{\displaystyle {\hat {H}}={\frac {1}{2}}\hbar \omega ({\hat {c}}^{\dagger }{\hat {c}}-{\hat {c}}{\hat {c}}^{\dagger }),}
przy czym spełnione są związki:
{\displaystyle \{{\hat {c}},{\hat {c}}^{\dagger }\}=1,}
{\displaystyle \{{\hat {c}},{\hat {c}}\}=\{{\hat {c}}^{\dagger },{\hat {c}}^{\dagger }\}=0,}
gdzie:
{\displaystyle {\hat {c}},{\hat {c}}^{\dagger }} – operatory anihilacji i kreacji pojedynczego fermionu (o częstotliwości {\displaystyle \omega }),
{\displaystyle \{..,..\}} – antykomutator operatorów, tj.
{\displaystyle \{{\hat {c}},{\hat {c}}^{\dagger }\}={\hat {c}}{\hat {c}}^{\dagger }+{\hat {c}}^{\dagger }{\hat {c}},}
{\displaystyle \{{\hat {c}},{\hat {c}}\}={\hat {c}}{\hat {c}}+{\hat {c}}{\hat {c}}.}
Operator liczby fermionów ma postać
{\displaystyle {\hat {N}}={\hat {c}}^{\dagger }{\hat {c}}.}
Powyżej zdefiniowane operatory tworzą grupę operatorów
{\displaystyle {\hat {X}}_{i}=\{{\hat {I}},{\hat {c}},{\hat {c}}^{\dagger },N={\hat {c}}^{\dagger }{\hat {c}}\}.}
Grupa ta rozpina algebrę gradowaną o następujących komutatorach
{\displaystyle [{\hat {N}},{\hat {c}}]=-{\hat {c}},}
{\displaystyle [{\hat {N}},{\hat {c}}^{\dagger }]={\hat {c}}^{\dagger },}
{\displaystyle [{\hat {I}},{\hat {X}}_{i}]=0.}
(3) Hamiltonian fermionowy można przekształcić do postaci:
{\displaystyle {\hat {H}}=\hbar \omega ({\hat {c}}^{\dagger }{\hat {c}}-{\frac {1}{2}})=\hbar \omega {\hat {c}}^{\dagger }{\hat {c}}+E_{0},}
gdzie {\displaystyle E_{0}=-{\frac {1}{2}}\hbar \omega } jest energią stanu podstawowego.
(4) Zakaz Pauliego
Reguła komutacyjna {\displaystyle \{{\hat {c}}^{\dagger },{\hat {c}}^{\dagger }\}=0} wyraża zakaz Pauliego:
- fermionowy oscylator harmoniczny istnieje tylko w stanie próżni {\displaystyle |0\rangle } lub w pierwszym stanie wzbudzonym {\displaystyle |1\rangle ={\hat {c}}^{\dagger }|0\rangle ,}
- drugi stan wzbudzony {\displaystyle |2\rangle =({\hat {c}}^{\dagger })^{2}|0\rangle } nie istnieje, bo z reguł antykomutacyjnych wynika, iż {\displaystyle ({\hat {c}}^{\dagger })^{2}=0} (czyli {\displaystyle |2\rangle =({\hat {c}}^{\dagger })^{2}|0\rangle =0}).

Operator Hamiltona – to operator energii. Dozwolonym stanom oscylatora odpowiadają wartości własne operatora Hamiltona:
- {\displaystyle E_{0}=-{\frac {1}{2}}\hbar \omega } – dla stanu {\displaystyle |0\rangle ,}
- {\displaystyle E_{1}=+{\frac {1}{2}}\hbar \omega } – dla stanu {\displaystyle |1\rangle .}

## Kwantowa teoria pola
Dokładnego opisu pól fizycznych dostarcza kwantowa teoria pola. Kwantowanie pól fizycznych polega na zastąpieniu wielkości polowych (skalarnych czy wektorowych) operatorami. Przy tym pola dzieli się na bozonowe (o spinie całkowitym) i fermionowe (o spinie połówkowym). Pola opisywane są za pomocą hamiltonianów analogicznych do hamiltonianu oscylatora harmonicznego bozonowego lub fermionowego.
Stan pola bozonowego (np. przypisanego fotonom, mające spin 1) opisuje się jako sumę wzbudzeń wielu oscylatorów bozonowych, z których każdy ma inną częstotliwość drgań i właściwą sobie energię (przy czym energie te są skwantowane, tj. mogą przyjmować dyskretne wartości {\displaystyle E_{n}(\omega )=\hbar \omega \left(n+{\frac {1}{2}}\right),\quad n=0,1,\dots ,} podobnie jak oscylator bozonowy). Częstotliwości mogą zaś przyjmować wartości dodatnie, continuum.
Stan pola fermionowego (np. przypisanego elektronowi, mające spin 1/2) opisuje się jako sumę wzbudzeń wielu oscylatorów fermionowych, które dla danej częstotliwości mogą przyjmować tylko dwa stany energii {\displaystyle E_{0}(\omega )=-{\frac {1}{2}}\hbar \omega } oraz {\displaystyle E_{1}(\omega )=+{\frac {1}{2}}\hbar \omega .} Częstotliwości mogą zaś przyjmować wartości dodatnie, continuum.

## Supersymetria
Z połączenia hamiltonianu bozonowego i fermionowego tworzy się hamiltonian
{\displaystyle {\hat {H}}={\frac {1}{2}}\hbar \omega (\{{\hat {a}}^{\dagger },{\hat {a}}\}+[{\hat {c}}^{\dagger },{\hat {c}}]).}
Hamiltonian ten ma łącznie dodatkową symetrię, zwaną supersymetrią – miesza ona bozonowe stopnie swobody z fermionowymi. Symetria ta jest generowana przez operatory: {\displaystyle {\hat {Q}}={\sqrt {2\omega }}{\hat {a}}^{\dagger }{\hat {c}}} oraz {\displaystyle {\hat {Q}}^{\dagger }={\sqrt {2\omega }}{\hat {c}}^{\dagger }{\hat {a}},} które spełniają relację:
{\displaystyle \{{\hat {Q}},{\hat {Q}}^{\dagger }\}=2{\hat {H}}.}
Ta własność jest podstawą konstrukcji supersymetrycznej teorii pola.